# Élections sénatoriales de 2020 en Haute-Savoie
Les élections sénatoriales en Haute-Savoie ont lieu le dimanche 27 septembre 2020. Elles ont pour but d'élire les sénateurs représentant le département au Sénat pour un mandat de six années.

## Contexte départemental
Lors des élections sénatoriales de 2014 en Haute-Savoie, trois sénateurs ont été élus selon un mode de scrutin proportionnel.
Depuis, tous les effectifs du collège électoral des grands électeurs ont été renouvelés, avec les élections départementales de 2015, les élections régionales de 2015, les élections législatives de 2017 et les élections municipales de 2020.

## Sénateurs sortants
| Sénateur | Sénateur       | Parti | Fonctions lors de l'élection en 2014                |
| -------- | -------------- | ----- | --------------------------------------------------- |
|          | Sylviane Noël  | LR    | Maire de Nancy-sur-Cluses                           |
|          | Cyril Pellevat | LR    | Conseiller régional, maire d'Arthaz-Pont-Notre-Dame |
|          | Loïc Hervé     | LC    | Maire de Marnaz                                     |

## Présentation des listes et des candidats
Les nouveaux représentants sont élus pour une législature de 6 ans au suffrage universel indirect par les 1 905 grands électeurs du département. En Haute-Savoie, les sénateurs sont élus au scrutin proportionnel plurinominal. Leur nombre reste inchangé, trois sénateurs sont à élire et cinq candidats doivent être présentés sur la liste pour qu'elle soit validée. Chaque liste de candidats est obligatoirement paritaire et alterne entre les hommes et les femmes. Plusieurs listes seront déposées dans le département. Elles sont présentées ici dans l'ordre de leur dépôt à la préfecture et comportent l'intitulé figurant aux dossiers de candidature.

### Union des démocrates et indépendants
| N° | Candidats | Candidats            | Parti | Principales fonctions                               |
| -- | --------- | -------------------- | ----- | --------------------------------------------------- |
| 01 |           | Loïc Hervé           | LC    | Sénateur sortant, conseiller municipal de Marnaz    |
| 02 |           | Catherine Pacoret    | UDI   | Conseillère régionale                               |
| 03 |           | Gabriel Doublet      | UDI   | Président d’Annemasse Agglo, maire de Saint-Cergues |
|    |           |                      |       |                                                     |
| 04 |           | Anne-Cécile Violland | DVD   | Maire de Neuvecelle                                 |
| 05 |           | Joël Mugnier         | DVD   | Maire de Thusy                                      |

### Les Républicains (1)
| N° | Candidats | Candidats         | Parti | Principales fonctions            |
| -- | --------- | ----------------- | ----- | -------------------------------- |
| 01 |           | Sylviane Noël     | LR    | Sénatrice sortante               |
| 02 |           | Bernard Boccard   | LR    | Maire de Cranves-Sales           |
| 03 |           | Fabienne Duliège  | LR    | Adjointe au maire de Saint-Félix |
|    |           |                   |       |                                  |
| 04 |           | Jean-Philippe Mas | DVD   | Maire de Cluses                  |
| 05 |           | Yannick Trabichet | DVD   | Maire de Vailly                  |

### Les Républicains (2)
| N° | Candidats | Candidats         | Parti | Principales fonctions                     |
| -- | --------- | ----------------- | ----- | ----------------------------------------- |
| 01 |           | Cyril Pellevat    | LR    | Sénateur sortant, conseiller régional     |
| 02 |           | Nicolas Rubin     | LR    | Conseiller départemental, maire de Châtel |
| 03 |           | Marie Givel       | LR    | Maire de Versonnex                        |
|    |           |                   |       |                                           |
| 04 |           | Fabrice Gyselinck | DVD   | Maire de Thyez                            |
| 05 |           | Ségolène Guichard | DVD   | Maire déléguée d'Épagny                   |

### Rassemblement national
| N° | Candidats | Candidats         | Parti | Principales fonctions |
| -- | --------- | ----------------- | ----- | --------------------- |
| 01 |           | Vincent Lecaillon | RN    | Conseiller régional   |
| 02 |           | Elsa Hoarau       | RN    |                       |
| 03 |           | Karl Aoun         | RN    |                       |
|    |           |                   |       |                       |
| 04 |           | Magalie Luho      | RN    |                       |
| 05 |           | Jean-Luc Fol      | RN    |                       |

### Divers droite
| N° | Candidats | Candidats                | Parti | Principales fonctions            |
| -- | --------- | ------------------------ | ----- | -------------------------------- |
| 01 |           | Alexandre Allegret-Pilot | DVD   | Conseiller municipal de Fillière |
| 02 |           | Meriem Boutaleb          | DVD   |                                  |
| 03 |           | Jonathan Voravong        | DVD   |                                  |
|    |           |                          |       |                                  |
| 04 |           | Édith Morand             | DVD   |                                  |
| 05 |           | François Thauvin         | DVD   |                                  |

### Union de la gauche et des régionalistes
| N° | Candidats | Candidats                | Parti | Principales fonctions                   |
| -- | --------- | ------------------------ | ----- | --------------------------------------- |
| 01 |           | Jeannie Tremblay-Guettet | EÉLV  | Adjointe au maire de Faverges-Seythenex |
| 02 |           | Claude Barbier           | MRS   | Adjoint au maire de Viry                |
| 03 |           | Claire Donzel            | PS    |                                         |
|    |           |                          |       |                                         |
| 04 |           | Hernan Urzua-Aviles      | PS    |                                         |
| 05 |           | Josée Serasset-Krempp    | EÉLV  | Conseillère municipale de Sallanches    |

## Résultats
| Tête de liste                                                                             | Tête de liste            | Liste                           | Voix  | %     | Sièges |  |
| ----------------------------------------------------------------------------------------- | ------------------------ | ------------------------------- | ----- | ----- | ------ |  |
|                                                                                           | Loïc Hervé               | Divers centre (LC - UDI)        | 617   | 32,09 | 1      |  |
| Libres et indépendants pour la Haute-Savoie                                               |                          |                                 | 617   | 32,09 | 1      |  |
|                                                                                           | Cyril Pellevat           | Les Républicains                | 577   | 30,01 | 1      |  |
| Proximité et engagement pour la Haute-Savoie                                              |                          |                                 | 577   | 30,01 | 1      |  |
| Sylviane Noël                                                                             | Les Républicains         | 377                             | 19,60 | 1     |        |  |
| La voix des élus locaux et des territoires de la Haute-Savoie                             |                          | 377                             | 19,60 | 1     |        |  |
|                                                                                           | Jeannie Tremblay-Guettet | Divers gauche (EÉLV - MRS - PS) | 244   | 12,69 | 0      |  |
| Haute-Savoie, choisir l'avenir naturellement                                              |                          |                                 | 244   | 12,69 | 0      |  |
|                                                                                           | Alexandre Allegret-Pilot | Divers droite                   | 78    | 4,06  | 0      |  |
| Alternative républicaine                                                                  |                          |                                 | 78    | 4,06  | 0      |  |
|                                                                                           | Vincent Lecaillon        | Rassemblement national          | 30    | 1,56  | 0      |  |
| Liste localiste présentée par le Rassemblement national pour le rééquilibrage territorial |                          |                                 | 30    | 1,56  | 0      |  |
|                                                                                           |                          |                                 |       |       |        |  |
| Votes valides                                                                             | Votes valides            | Votes valides                   | 1 923 | 98,06 |        |  |
| Votes blancs                                                                              | Votes blancs             | Votes blancs                    | 14    | 0,71  |        |  |
| Votes nuls                                                                                | Votes nuls               | Votes nuls                      | 24    | 1,22  |        |  |
| Total                                                                                     | Total                    | Total                           | 1 961 | 100   | 3      |  |
| Abstention                                                                                | Abstention               | Abstention                      | 14    | 0,71  |        |  |
| Inscrits / participation                                                                  | Inscrits / participation | Inscrits / participation        | 1 975 | 99,29 |        |  |